# 춘산면
춘산면(春山面)은 대한민국 경상북도 의성군의 면이다. 넓이는 67.8km2이고, 인구는 2012년 기준으로 1,713명이다.

## 행정 구역
- 옥정리
- 금오리
- 금천리
- 대사리
- 빙계리
- 사미리
- 신흥리
- 효선리